# 羅多德卡納爾博納山
42°39′45″N 1°24′6″E / 42.66250°N 1.40167°E

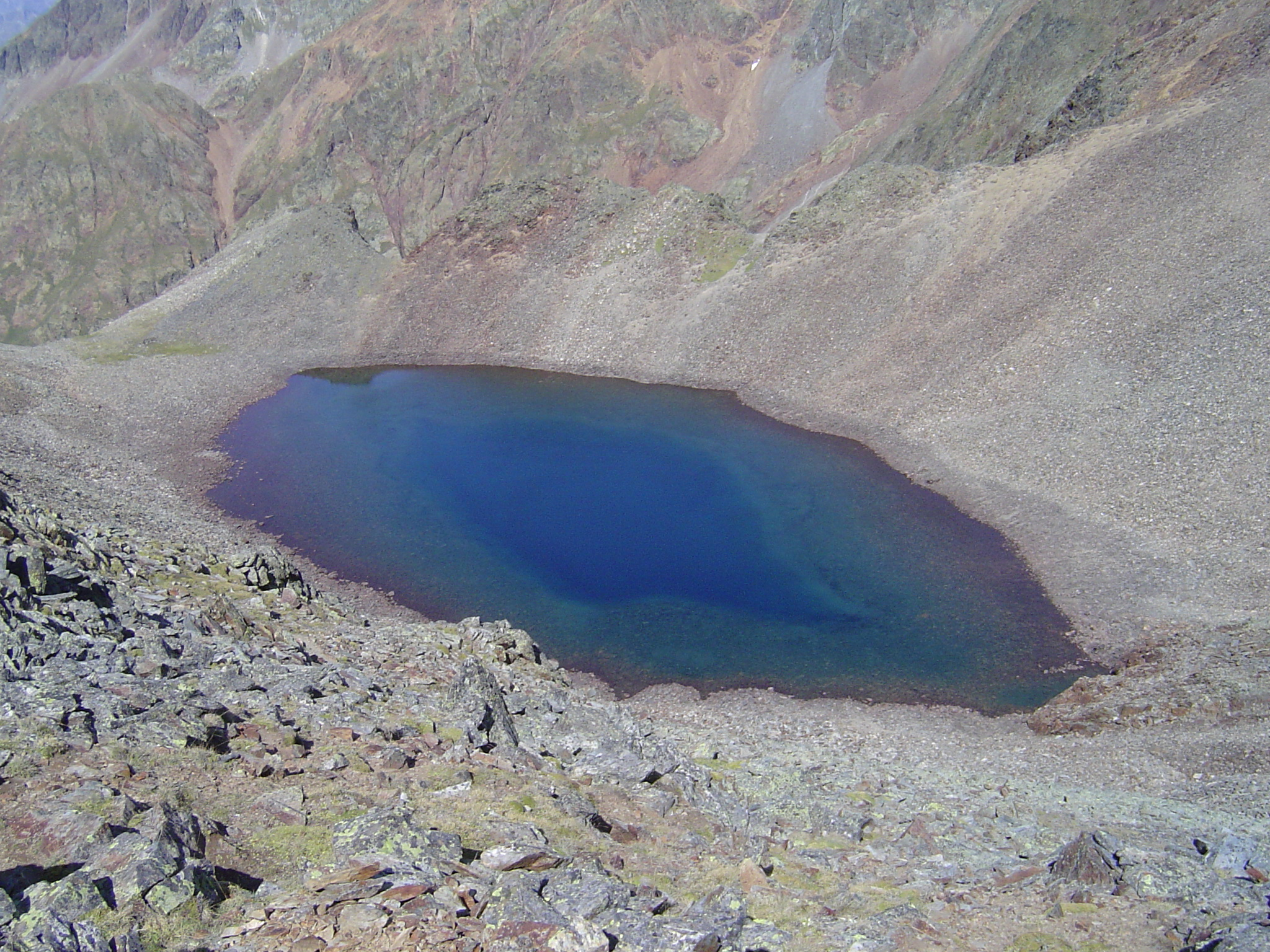

羅多德卡納爾博納山（Rodó de Canalbona），是西班牙的山峰，位於法國西南部阿列日省和西班牙東北部加泰羅尼亞之間，屬於比利牛斯山中蒙特卡爾姆山脈的一部分，海拔高度3,004米。